# Lenkowszczyzna (rejon smorgoński)
Lenkowszczyzna (biał. Ленкаўшчына, ros. Ленковщина) – chutor na Białorusi, w obwodzie grodzieńskim, w rejonie smorgońskim, w sielsowiecie Krewo.

## Historia
W czasach zaborów wieś i okolica szlachecka w powiecie oszmiańskim, w guberni wileńskiej Imperium Rosyjskiego. W 1866 roku wieś liczyła 37 mieszkańców w 4 domach, okolica szlachecka – 80 mieszkańców w 9 domach.
W latach 1921–1945 zaścianek i kolonia leżała w Polsce, w województwie wileńskim, w powiecie oszmiańskim (od 1927 roku w powiecie mołodeckim), w gminie Krewo a następnie w gminie Bienica.
W 1931 kolonię w 8 domach zamieszkiwało 58 osób, zaścianek w 3 domach 15 osób.
Wierni należeli do parafii rzymskokatolickiej i prawosławnej w Łosku. Miejscowość podlegała pod Sąd Grodzki w Mołodecznie i Okręgowy w Wilnie; właściwy urząd pocztowy mieścił się w Krewie.
W wyniku napaści ZSRR na Polskę we wrześniu 1939 miejscowość znalazła się pod okupacją sowiecką. 2 listopada została włączona do Białoruskiej SRR. Od czerwca 1941 roku pod okupacją niemiecką. W 1944 miejscowość została ponownie zajęta przez wojska sowieckie i włączona do Białoruskiej SRR.
Od 1991 w składzie niepodległej Białorusi.